# José Subirá Puig
José Subirá Puig (en catalán Josep Subirà i Puig y, en su forma francesa naturalizada, José Subirà-Puig; Barcelona, 28 de agosto de 1925 - Nogent-sur-Marne, 11 de diciembre de 2015) fue un escultor español residente en Francia.

## Biografía
Después de estudiar en la Escuela de Bellas Artes de Barcelona, completó su formación asistiendo al taller de Apel·les Fenosa, de Monjon y Collet. En el año 1951, con 26 años de edad, presentó su primera exposición individual en Barcelona. Desde 1955 vivió y trabajó cerca de París.
Desde 1962 el escultor utilizaba duelas de barriles viejos y maderas torneadas, unidas con tornillos entre sí, para crear grandes estructuras, maclas que reproducen formas reconocibles. En el curso del año 1967 presentó su primera exposición en París, donde se pudieron ver desde entonces asiduamente sus obras, sobre todo en la galería de Ariel. En 1971 se incorporó al Comité Directivo del Salón de escultura joven.
En 1985 fue galardonado por la Fundación Elf Aquitaine y al año siguiente, obtuvo el gran premio de escultura de Collioure. José Subirá-Puig produjo un gran número de esculturas en Francia (Facultad de Medicina de Burdeos, Tribunal de Apelación de Reims; realizó también una gran veleta escultura monumental en Guyancourt en 1988, con armazón de madera cubierta de acero, símbolo de una gran mariposa cuyas alas giran en el viento.